# Selci Đakovački
Selci Đakovački – wieś w Chorwacji, w żupanii osijecko-barańskiej, w mieście Đakovo. W 2011 roku liczyła 1796 mieszkańców.